# Shalatula
Shalatula é uma cidade perto do rio Indo, na província de Punjab, Paquistão. Está perto de Attock, Punjab, na vizinhança de Peshawar.
O gramático indiano Panini nasceu lá, assim como seu irmão, o matemático Pingala.